# Championnat du Portugal de rugby à XV 2017-2018
Navigation
Championnat 2016-2017 Championnat 2018-2019
Le championnat du Portugal de rugby à XV 2017-2018 met aux prises les douze meilleurs clubs de rugby à XV du Portugal. Lors d'une première phase dite régulière, les équipes se rencontrent en matchs aller-retour. Puis les 6 meilleurs clubs se rencontrent en confrontations directes afin de déterminer le champion.									

## Clubs de l'édition 2017-2018
| Lisboa (6 clubs) AA Coimbra RC Lousã CDU Porto GDS Cascais RC Montemor CR Évora |

| Équipe         | Stade                             | Capacité | Ville           | Entraîneurs |
| -------------- | --------------------------------- | -------- | --------------- | ----------- |
| AA Coimbra     | Estádio Municipal do Taveiro      |          | Coimbra         |             |
| CR Évora       | Complexo Desportivo Évora         |          | Évora           |             |
| AEIS Agronomia | Campo Tapada Da Ajuda             |          | Lisbonne        |             |
| CF Belenenses  | Estádio do Restelo                |          | Lisbonne        |             |
| CDU Lisboa     | Estádio Universitário de Lisboa   | 3677     | Lisbonne        |             |
| CDUP           | Parque Desportivo de Ramalde      |          | Porto           |             |
| SL Benfica     | JAMOR Centro Desportivo Nacional  |          | Lisbonne        |             |
| RC Montemor    | Parque Desportivo Montemor-O-Novo |          | Montemor-o-Novo |             |
| Direito        | Campo de Monsanto                 |          | Lisbonne        |             |
| GDS Cascais    | Campo da Guia                     |          | Cascais         |             |
| RC Lousã       | Estádio de Rugby José Redondo     |          | Lousã           |             |
| AEIS Técnico   | Campo das Olaias                  |          | Lisbonne        |             |

## Phase d'ouverture

### Poule A

#### Classement final
| Rang | Club              | J | V | N | D | Bo | Bd | Pm  | Pe  | Diff | Pts |
| ---- | ----------------- | - | - | - | - | -- | -- | --- | --- | ---- | --- |
| 1    | CDU Lisboa (T)    | 6 | 5 | 0 | 1 | 4  | 0  | 281 | 92  | +189 | 24  |
| 2    | Académica Coimbra | 6 | 4 | 0 | 2 | 1  | 1  | 172 | 100 | +72  | 18  |
| 3    | AEIS Técnico      | 6 | 2 | 0 | 4 | 2  | 2  | 197 | 122 | +75  | 12  |
| 4    | CR Évora (P)      | 6 | 1 | 0 | 5 | 0  | 0  | 67  | 403 | -336 | 4   |

|  | Qualifiés pour le tour final (no 1, no 2) |
|  | Poule de relégation (no 3, no 4)          |
|  | T : tenant du titre 2017 • P : promu      |

Attribution des points : victoire sur tapis vert : 5, victoire : 4, match nul : 2, défaite : 0, forfait : -2 ; plus les bonus (offensif : 4 essais marqués et 3 ou plus de différence ; défensif : défaite par 7 points d'écart ou moins).									

#### Résultats détaillés
L'équipe qui reçoit est indiquée dans la colonne de gauche.									
| Clubs        | CDL   | COI   | EVO   | TEC  |
| ------------ | ----- | ----- | ----- | ---- |
| CDU Lisboa   |       | 41-31 | 79-7  | 35-7 |
| AA Coimbra   | 20-12 |       | 68-7  | 23-8 |
| CR Évora     | 7-87  | 22-17 |       | 7-91 |
| AEIS Técnico | 20-27 | 10-13 | 61-17 |      |

|  | Victoire à domicile |  | Match nul |  | Défaite à domicile |

### Poule B

#### Classement final
| Rang | Club           | J | V | N | D | Bo | Bd | Pm  | Pe  | Diff | Pts |
| ---- | -------------- | - | - | - | - | -- | -- | --- | --- | ---- | --- |
| 1    | AEIS Agronomia | 6 | 6 | 0 | 0 | 5  | 0  | 295 | 45  | +250 | 29  |
| 2    | CF Belenenses  | 6 | 4 | 0 | 2 | 4  | 1  | 194 | 90  | +104 | 21  |
| 3    | CDU Porto      | 6 | 2 | 0 | 4 | 0  | 0  | 115 | 194 | -79  | 8   |
| 4    | SL Benfica (P) | 6 | 0 | 0 | 6 | 0  | 0  | 70  | 334 | -264 | 0   |

|  | Qualifiés pour le tour final (no 1, no 2) |
|  | Poule de relégation (no 3, no 4)          |
|  | T : tenant du titre 2017 • P : promu      |

Attribution des points : victoire sur tapis vert : 5, victoire : 4, match nul : 2, défaite : 0, forfait : -2 ; plus les bonus (offensif : 4 essais marqués et 3 ou plus de différence ; défensif : défaite par 7 points d'écart ou moins).									

#### Résultats détaillés
L'équipe qui reçoit est indiquée dans la colonne de gauche.									
| Clubs          | AGR   | BEL   | BEN   | CDP   |
| -------------- | ----- | ----- | ----- | ----- |
| AEIS Agronomia |       | 13-10 | 74-11 | 47-13 |
| CF Belenenses  | 13-31 |       | 57-12 | 47-19 |
| SL Benfica     | 0-97  | 6-41  |       | 26-41 |
| CDU Porto      | 9-33  | 9-26  | 24-15 |       |

|  | Victoire à domicile |  | Match nul |  | Défaite à domicile |

### Poule C

#### Classement final
| Rang | Club        | J | V | N | D | Bo | Bd | Pm  | Pe  | Diff | Pts |
| ---- | ----------- | - | - | - | - | -- | -- | --- | --- | ---- | --- |
| 1    | GDS Cascais | 6 | 5 | 0 | 1 | 4  | 1  | 248 | 80  | +168 | 25  |
| 2    | GD Direito  | 6 | 5 | 0 | 1 | 3  | 1  | 281 | 108 | +173 | 24  |
| 3    | RC Montemor | 6 | 1 | 0 | 5 | 1  | 1  | 90  | 224 | -134 | 6   |
| 4    | RC Lousã    | 6 | 1 | 0 | 5 | 0  | 0  | 68  | 275 | -207 | 4   |

|  | Qualifiés pour le tour final (no 1, no 2) |
|  | Poule de relégation (no 3, no 4)          |
|  | T : tenant du titre 2017 • P : promu      |

Attribution des points : victoire sur tapis vert : 5, victoire : 4, match nul : 2, défaite : 0, forfait : -2 ; plus les bonus (offensif : 4 essais marqués et 3 ou plus de différence ; défensif : défaite par 7 points d'écart ou moins).									

#### Résultats détaillés
L'équipe qui reçoit est indiquée dans la colonne de gauche.									
| Clubs       | CAS   | DIR   | LOU   | MON   |
| ----------- | ----- | ----- | ----- | ----- |
| GDS Cascais |       | 34-32 | 55-10 | 62-6  |
| Direito     | 11-6  |       | 101-8 | 73-17 |
| RC Lousã    | 13-44 | 21-38 |       | 16-8  |
| RC Montemor | 8-47  | 22-26 | 29-0  |       |

|  | Victoire à domicile |  | Match nul |  | Défaite à domicile |

## Phase régulière

### Poule A

#### Classement final
| Rang | Club              | J  | V | N | D | Bo | Bd | Pm  | Pe  | Diff | Pts |
| ---- | ----------------- | -- | - | - | - | -- | -- | --- | --- | ---- | --- |
| 1    | AEIS Agronomia    | 10 | 7 | 0 | 3 | 5  | 3  | 320 | 142 | +178 | 36  |
| 2    | CF Belenenses     | 10 | 8 | 0 | 2 | 3  | 0  | 291 | 165 | +126 | 35  |
| 3    | GDS Cascais       | 10 | 4 | 0 | 6 | 1  | 3  | 201 | 237 | -36  | 20  |
| 4    | GD Direito        | 10 | 4 | 0 | 6 | 0  | 2  | 123 | 176 | -53  | 18  |
| 5    | CDU Lisboa        | 10 | 4 | 0 | 6 | 0  | 2  | 131 | 196 | -65  | 18  |
| 6    | Académica Coimbra | 10 | 3 | 0 | 7 | 0  | 1  | 115 | 265 | -150 | 13  |

|  | Qualifiés pour le tour final (no 1, no 2, no 3, no 4) |

Attribution des points : victoire sur tapis vert : 5, victoire : 4, match nul : 2, défaite : 0, forfait : -2 ; plus les bonus (offensif : 4 essais marqués et 3 ou plus de différence ; défensif : défaite par 7 points d'écart ou moins).									

#### Résultats détaillés
L'équipe qui reçoit est indiquée dans la colonne de gauche.									
| Clubs          | AGR   | BEL   | CAS   | CDL   | COI   | DIR   |
| -------------- | ----- | ----- | ----- | ----- | ----- | ----- |
| AEIS Agronomia |       | 20-10 | 56-10 | 34-0  | 50-15 | 20-10 |
| CF Belenenses  | 35-31 |       | 48-15 | 48-24 | 36-17 | 28-17 |
| GDS Cascais    | 32-29 | 23-13 |       | 22-15 | 48-7  | 10-12 |
| CDU Lisboa     | 15-14 | 3-14  | 20-15 |       | 15-3  | 17-12 |
| AA Coimbra     | 8-30  | 12-41 | 21-12 | 11-10 |       | 15-13 |
| Direito        | 7-36  | 3-18  | 16-14 | 23-12 | 10-6  |       |

|  | Victoire à domicile |  | Match nul |  | Défaite à domicile |

### Poule B

#### Classement final
| Rang | Club         | J  | V  | N | D  | Bo | Bd | Pm  | Pe  | Diff | Pts |
| ---- | ------------ | -- | -- | - | -- | -- | -- | --- | --- | ---- | --- |
| 7    | CDU Porto    | 10 | 10 | 0 | 0  | 6  | 0  | 395 | 204 | +191 | 46  |
| 8    | AEIS Técnico | 10 | 7  | 0 | 3  | 5  | 1  | 334 | 183 | +151 | 34  |
| 9    | RC Montemor  | 10 | 6  | 0 | 4  | 3  | 2  | 291 | 199 | +92  | 29  |
| 10   | SL Benfica   | 10 | 5  | 0 | 5  | 2  | 2  | 269 | 291 | -22  | 24  |
| 11   | RC Lousã     | 10 | 2  | 0 | 8  | 0  | 2  | 199 | 313 | -114 | 10  |
| 12   | CR Évora     | 10 | 0  | 0 | 10 | 0  | 0  | 113 | 411 | -298 | 0   |

|  | Relégués (no 9, no 10, no 11, no 12) |
|  | Barragiste (no 8).                   |

Attribution des points : victoire sur tapis vert : 5, victoire : 4, match nul : 2, défaite : 0, forfait : -2 ; plus les bonus (offensif : 4 essais marqués et 3 ou plus de différence ; défensif : défaite par 7 points d'écart ou moins).									

#### Résultats détaillés
L'équipe qui reçoit est indiquée dans la colonne de gauche.									
| Clubs        | BEN   | CDP   | EVO   | LOU   | MON   | TEC   |
| ------------ | ----- | ----- | ----- | ----- | ----- | ----- |
| SL Benfica   |       | 27-30 | 34-19 | 48-30 | 11-37 | 20-21 |
| CDU Porto    | 52-22 |       | 63-17 | 54-22 | 32-17 | 34-25 |
| CR Évora     | 11-39 | 13-41 |       | 18-21 | 7-46  | 8-61  |
| RC Lousã     | 21-22 | 18-33 | 13-6  |       | 13-15 | 24-36 |
| RC Montemor  | 26-29 | 34-37 | 48-7  | 31-20 |       | 20-13 |
| AEIS Técnico | 44-17 | 9-19  | 45-7  | 50-17 | 30-17 |       |

|  | Victoire à domicile |  | Match nul |  | Défaite à domicile |

## Phase finale

### Tableau
|  | Demi-finales   | Demi-finales  |                |    | Finale            | Finale            |
|  | Demi-finales   | Demi-finales  |                |    | Finale            | Finale            |
|  |                |               |                |    |                   |                   |
|  | 28 avril 2018  | 28 avril 2018 |                |    | 22 septembre 2018 | 22 septembre 2018 |
|  | 28 avril 2018  | 28 avril 2018 |                |    | 22 septembre 2018 | 22 septembre 2018 |
|  | AEIS Agronomia | 15            |                |    | 22 septembre 2018 | 22 septembre 2018 |
|  | AEIS Agronomia | 15            |                |    | 22 septembre 2018 | 22 septembre 2018 |
|  | GD Direito     | 12            |                |    | 22 septembre 2018 | 22 septembre 2018 |
|  | GD Direito     | 12            | AEIS Agronomia | 9  |                   |                   |
|  | 29 avril 2018  |               | AEIS Agronomia | 9  |                   |                   |
|  |                | CF Belenenses | 17             |    |                   |                   |
|  | CF Belenenses  | CF Belenenses | 17             | 39 |                   |                   |
|  | CF Belenenses  |               |                | 39 |                   |                   |
|  | GDS Cascais    | 10            |                |    |                   |                   |
|  | GDS Cascais    | 10            |                |    |                   |                   |

### Barrage
| 12 mai 2018 | AEIS Técnico | 128-13 | CR Arcos de Valdevez | Campo Rugby Olaias |
| 12 mai 2018 |              |        |                      | Campo Rugby Olaias |
| 12 mai 2018 |              |        |                      | Campo Rugby Olaias |